# 普萊森特芒特 (密蘇里州)
普萊森特芒特（英語：Pleasant Mount）是位於美國密蘇里州米勒縣的非建制地區。

## 歷史
普萊森特芒特的郵局於1847年設立，其後於1909年停運。

## 地理
普萊森特芒特所處的海拔為高於海平面283米（即929英呎），而該地所採用的時區為UTC-6，即北美中部時區（CST）。同時該地設有夏令時間，為UTC-6調快一小時，即UTC-5（CDT）。